# سوسیس ژامبون

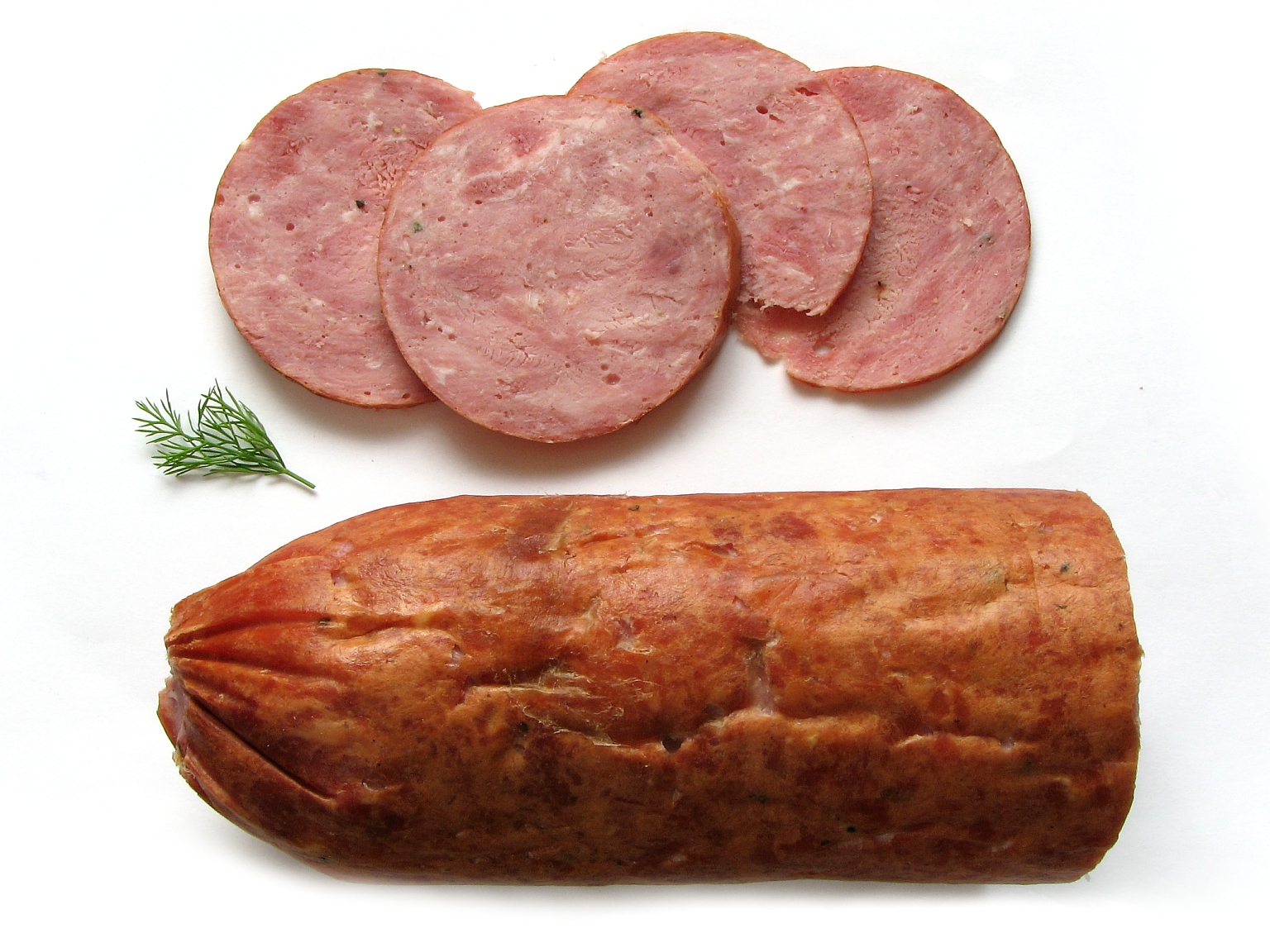
Kiełbasa szynkowa یک سوسیس ژامبون لهستانی است.

سوسیس ژامبون (به فرانسوی: saucisse de jambon) یک گونه سوسیس است که با به کار گیری ژامبون و دیگر مواد ساخته و فراهم می‌شود که مورد دوم بسته به جا متفاوت و دیگرسان است. این بخشی از غذاهای چین، آلمان، لهستان، و ایالات متحده است. سوسیس ژامبون یک فراورده غذایی است که به صورت انبوه تولید می‌شود.